# Stryper
Stryper es una banda estadounidense de glam y heavy metal basado en una temática cristiana, originaria del Condado de Orange (California), Estados Unidos.
Los miembros Originales son: Michael Sweet (vocalista y guitarrista, 4 de julio de 1963, Whittier, California), su hermano Robert Sweet (baterista, 21 de marzo de 1960, Lynwood, California), Oz Fox (Richard Alfonso Martínez, guitarrista, 18 de junio de 1961, Whittier, California) y Timothy "Tim" Gaines (bajista, 15 de diciembre de 1962. Portland, Oregón). Durante el año 2017 Timothy fue expulsado de la banda, siendo reemplazado por el reconocido exbajista de la banda de hard rock Firehouse, Perry Richardson.
En 2004, Gaines (el miembro más inconsistente de los cuatro) abandonó temporalmente el grupo y fue reemplazado por Tracy Ferrie, hasta su regreso en 2009.
Formada en 1983 como Roxx Regime, pronto cambiarían su mensaje y nombre a Stryper para convertirse en la primera banda de rock cristiana en ser reconocida en los listados de mainstream, siendo con mucho, la más exitosa del género musical conocido como "metal cristiano".
En 1983 firmaron un contrato con Enigma Records y lanzaron su primer EP, titulado The Yellow And Black Attack, en una clara referencia a los colores que los identificaron durante los años ochenta. A mediados de esa década Stryper vivió su período más exitoso, particularmente con el aclamado álbum To Hell with the Devil (el clímax de la popularidad de la banda), el cual alcanzó la certificación de Disco de Platino de acuerdo a sus elevadas ventas.
Stryper lograría dos álbumes más con el estatus de disco de oro antes de su ruptura en 1992. En 2003 Stryper regresó de su retiro para una gira de reunión y subsecuentemente firmó un contrato de varios álbumes con la etiqueta Big3 Records en 2005. Los tres discos publicados con esta productora tuvieron un éxito muy discreto.
El nombre de "Stryper" deriva de una versión de la Biblia del Rey Jacobo. que dice textualmente "But he was wounded for our transgressions, he was bruised for our iniquities: the chastisement of our peace was upon him; and with his stripes we are healed" (“Pero él fue herido por nuestras transgresiones, él fue herido por nuestras iniquidades; el castigo de nuestra paz fue sobre él; y con sus llagas fuimos curados”) De esto se deduce que la palabra “stripe” (“llaga”) fue convertida en “strype” (“raya”), en un juego de palabras en inglés como una mención a sus dos típicos colores en rayas en su logo y vestimenta.
Para hacer aún más significativo el nombre, el baterista Robert Sweet también creó un retroacrónimo por el nombre de Stryper: "Salvation Through Redemption Yielding Peace, Encouragement and Righteousness" ("Salvación a Través de la Redención Cosechando Paz, Aliento y Rectitud").
La referencia Isaiah 53:5 (Isaías 53:5), es frecuentemente incluida como parte de su logo.

## Fundación y éxito comercial (1983-1990)

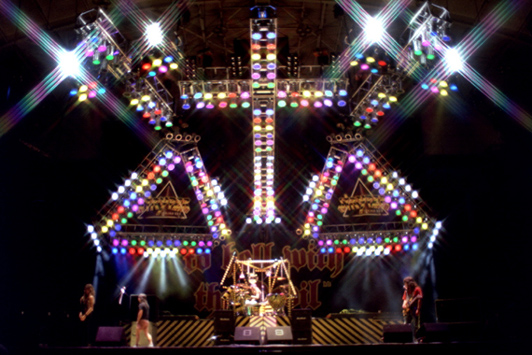
Stryper durante la gira de To Hell With The Devil en 1986.

Los hermanos Michael y Robert Sweet, tocaron en una banda llamada Parliament y Kirkadelic, las cuales recibieron elogios de la crítica de la comunidad roquera del sur de California, hasta que su cantante Clayton Kirk disolvió la agrupación. Los hermanos regresaron a su iglesia bautista después de que su amigo Kenny Metcalf (quien más tarde sería el tecladista original no acreditado de Stryper) los persuadió de hacerlo.
Inspirados en bandas como Van Halen, pero angustiados con su mensaje, ellos trataron de formar una que exaltara su visión del mundo y creencias. Stryper originalmente fue conocida como Roxx Regime, con Michael Sweet en las voces y guitarra rítmica, Robert Sweet en la batería, así como Richard Alfonso Martínez (conocido como Oz Fox, un amigo en común) en la guitarra principal. Antes de Fox una buena cantidad de guitarristas acompañaron a la agrupación, entre los que se cuentan C.C. DeVille de Poison.
El nombre definitivo de "Stryper" fue adoptado cuando el bajista Tim Gaines se les unió, y fue tomado del pasaje bíblico de Isaías 53:5 "by his stripes we are healed." (“por sus llagas fuimos curados”). Por lo tanto, es un juego de palabras en inglés, al utilizar “stripe” (“llaga”) con “strype” (“raya”) en referencia a sus típicos colores en el logo y vestimenta.
En un corto plazo, lanzaron su EP debut titulado EP The Yellow and Black Attack, el 21 de julio de 1984. Durante este período, Stryper abrió conciertos de Ratt y Bon Jovi, lo que ocasionó que algunos seguidores y críticos señalaran que en realidad la banda no era verdaderamente cristiana.
El primer disco LP fue llamado Soldiers Under Command, lanzado el 15 de mayo de 1985, y se convirtió en el primer disco de oro para Stryper, vendiendo más de medio millón de copias, algo insólito para una agrupación con un mensaje abiertamente cristiano. Aprovechando este éxito inesperado y en atención a la extremadamente limitada distribución de su EP debut (menos de 20 000 copias) su sello discográfico, Enigma Records, relanzó The Yellow and Black Attack el 10 de agosto de 1986 con dos nuevas canciones y una nueva cubierta.
Sin embargo, el mayor éxito llegó con su tercer álbum, To Hell with the Devil, el cual vio la luz el 24 de octubre de 1986 y fue su único disco de platino después de permanecer tres meses en las listas de Billboard. Finalmente, vendió más de dos millones de copias, cifra abrumadoramente superior a la de sus dos trabajos previos. En adición a su trabajo más reconocido, fue la primera vez en música cristiana y en un álbum de metal cristiano en lograr esta hazaña.
"Calling on You", "Free" y "Honestly" fueron muy populares como hits de MTV en 1987, a pesar de ser vídeos sumamente sencillos e incluso similares. Incluso, "Free" y "Honestly" fueron las más solicitadas en ese canal, este hecho los convirtió en la primera banda cristiana en tener cualquier tipo de difusión en MTV. "Honestly" es la canción más conocida del grupo y alcanzó un notable n.º 23 en los listados de Top 40 de Billboard. El álbum fue nominado a los Premios Grammy en 1987.
In 2010, HM Magazine colocó a To Hell with the Devil en el puesto n.º 3 en su Top 100 de los álbumes de Rock Cristiano de Todos los Tiempos, y afirmó "cuando este álbum irrumpió, fue multi-platino, y marcó para siempre la ampliación del límite de lo que la música "heavy" cristiana podría hacer" Heaven's Metal fanzine la ubicó en el n.º 6 en su Top 100 de álbumes de Metal Cristiano de todos los tiempos en su lista.
A pesar del éxito y el reconocimiento internacional previo, el bajista Tim Gaines decidió no participar en la grabación de este álbum, y por un período de tiempo fue reemplazado por otro bajista, Matt Hurich. Hurich no permaneció más que un mes, a pesar de que estaba equipado con su instrumento y una vestimenta personal apropiada, la cual fue desechada por el propio Gaines por ser demasiado pequeña. Finalmente, Brad Cobb tocó el bajo en este aclamado disco aunque no le causó mayor éxito en su carrera profesional ni fue debidamente acreditado. Esto fue motivado porque Gaines decidió reincorporarse cuando se realizaron las fotos promocionales justo cuando el álbum estaba listo para salir, y participó en la exitosa gira que siguió entre 1986-1987.
En 1987, en la cúspide de su fama, Stryper participó como espectáculo principal en el Dynamo Open Air Festival en los Países Bajos. En ese lugar se tomó una foto promocional en la que se aprecia Matt Hurich. Luego de su breve paso, Matt formó parte de la banda Leatherwolf. En 1989 él participó con el grupo Divine Right quienes presentaban a Kevin Brandow (Petra) como vocalista y guitarrista.
En 1986 Brent Jeffers reemplazó a Kenny Metcalf en los teclados y fue incluido en la gira de conciertos de Stryper hasta 1990.
El siguiente álbum, In God We Trust, fue publicado el 28 de junio de 1988, y buscó seguir el mismo camino de sucesor al usar una fórmula de sonido algo similar. A pesar de que no fue recibido con el mismo entusiasmo, se convirtió en su segundo disco de oro y la canción "Always There for You", brevemente entró en los nivelas más bajos de los listados de pop al alcanzar el #71, a pesar de que fue otro éxito masivo en MTV.
Sin embargo, el disco tuvo una orientación aún más pop que la de sus trabajos anteriores. y un buen número de críticos, incluyendo los propios fanes, criticaron las canciones por ser demasiado comerciales y sobreproducidas. En consecuencia, la imagen del grupo se movió más de cerca al estilo glam metal de la época, dando a sus fanes más motivos para criticarlos.
Estos factores se tradujeron en ventas comparativamente más bajas, y el álbum solo estuvo 5 semanas en los listados de Billboard. El segundo sencillo y vídeo "I Believe in You" alcanzó un discreto nº88 y el tercer sencillo "Keep the Fire Burning" falló en la lista del todo.
Al igual que el álbum anterior, Tim Gaines no participó en la grabación y una vez más Brad Cobb tocó el bajo. Gaines regresó para otra gira mundial de conciertos. In God We Trust también ganó dos Gospel Music Association Dove Awards por "Hard Music Album" y "Hard Music Song" por la canción que da título.

## Declive, ruptura y proyectos en solitario (1990-1999)

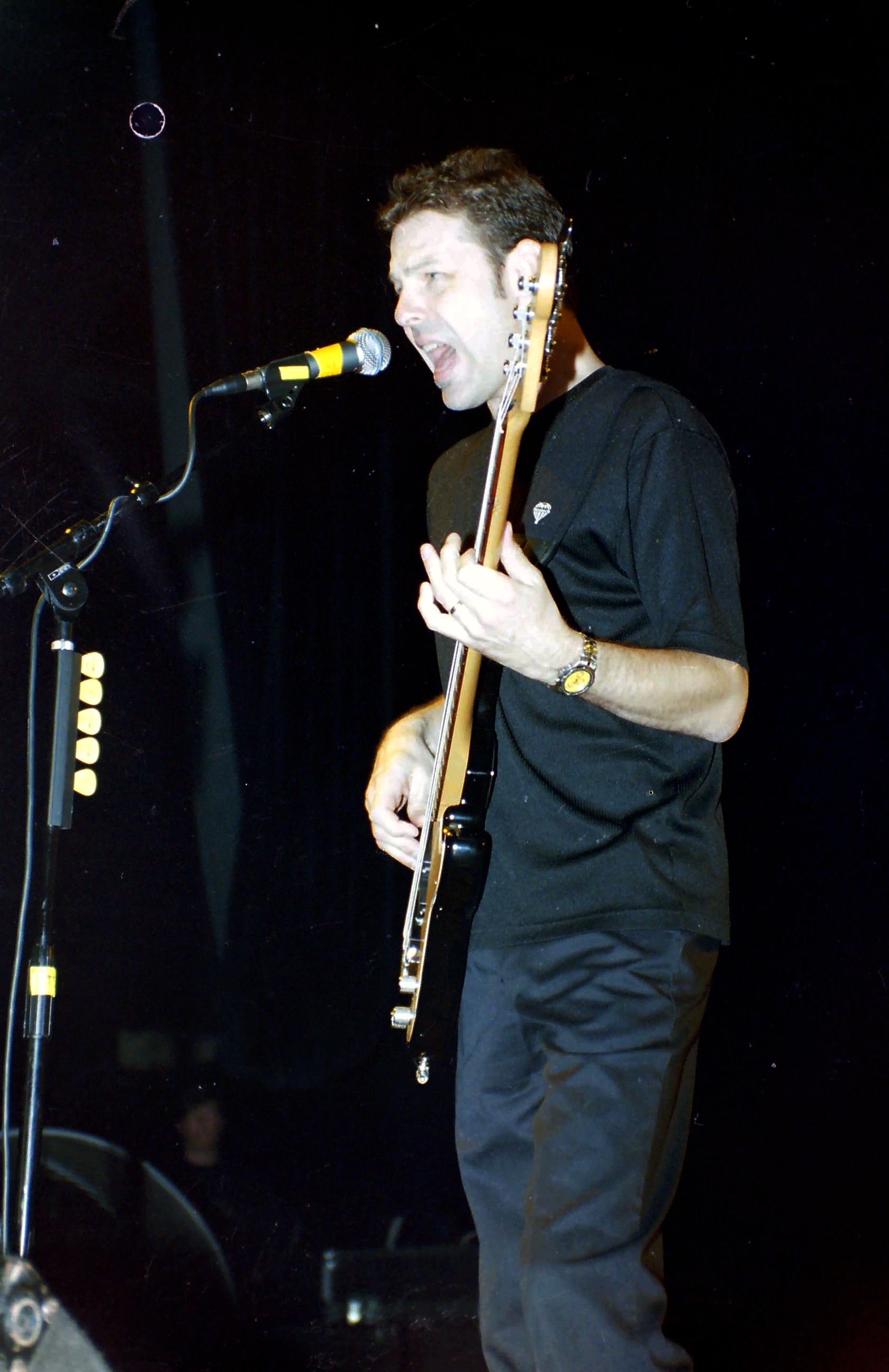
Tim Gaines, bajista de Stryper, en un concierto en 1999

El 21 de agosto de 1990, Stryper lanzó su controversial álbum Against the Law, el cual marcó un cambio radical y drástico en la imagen del grupo y en su mensaje lírico. Mientras sus anteriores discos utilizaron los característicos colores amarillo y negro en las portadas y las letras invocaban a Dios y la salvación, en este material se presentó a la banda con ropa de cuero negro y sin siquiera una mención a la palabra "Dios" del todo. El sonido que presentaron fue también más pesado y más cercano al metal clásico.
El baterista Robert Sweet dijo que el cambio de imagen y sonido fue en respuesta a las críticas a su álbum previo y en atención a dejar atrás su imagen glam metal, que para entonces se estaba volviendo poco vigente. Sin embargo, los fanes originales clamaron que volvieran a sus raíces y el álbum se vendió pobremente.
Esto fue parcialmente debido a rumores en la prensa (tanto de tipo mainstream como cristiana) que la música de Stryper fue tendiendo hacia un sonido más convencional debido a que su fe cristiana se fue debilitando.
Entre sus aparentes inconsistencias, los seguidores se preguntaron porqué hicieron una versión de la canción de 1975 "Shining Star", un hit #1 de Earth Wind & Fire. El vídeo fue previsto para convertirse en otro éxito en MTV, pero fue el primero para el grupo que no lo logró. Los siguientes vídeos y sencillos fueron "Two Time Woman" y "Lady" (ambos con un concepto visual muy similar), los cuales generaron una difusión mínima. Sin embargo, muchos críticos todavía consideran a Against the Law como su mejor producción musical a la fecha.
El 20 de julio de 1991, después de firmar para Hollywood Records, Stryper lanzó su primera colección de grandes éxitos llamada Can't Stop the Rock, la cual presentaba dos nuevas canciones. Una de ellas fue inspirada en la Guerra del Golfo que se desarrollaba en esa época, "Believe".
La banda continuó con un tour hasta febrero de 1992, cuando su líder y cantante Michael Sweet se marchó aludiendo diferencias artísticas y con la finalidad de empezar una carrera en solitario.
Stryper continuó como un trío por algunas fechas en su tour europeo, con Oz Fox como su cantante. Algunas de sus presentaciones fueron con la banda cristiana Bride donde se encontraba Dale Thompson como su cantante. Durante uno de esos conciertos Robert Sweet inesperadamente anunció que Thompson sería su nuevo vocalista en Stryper. Sin embargo, esto fue desmentido más tarde por el propio cantante. Una vez que terminaron el tour y regresaron a Estados Unidos, los tres miembros restantes decidieron que cada uno debía seguir caminos separados. Sin lugar a dudas, y como un efecto adicional, el estilo glam metal que representaba el grupo estaba en franca decadencia y la disposición musical iba hacia agrupaciones de rock alternativo y grunge. Muchas agrupaciones del género debieron evolucionar y otras desaparecieron, entre ellas Stryper.
Oz Fox y Tim Gaines formaron su propia banda SinDizzy, y lanzaron el álbum He's Not Dead en 1998. Durante los 90, Michael Sweet lanzó un total de cuatro discos en solitario que fueron grandes éxitos en el Mercado de la música cristiana. Robert Sweet tocó en algunas bandas, una de ellas Blissed, quienes publicaron un álbum en 2002. Otras agrupaciones incluyeron King James, dbeality, Final Axe, y The Seventh Power.

## Reunión (1999-2005)
Los miembros originales de Stryper se reunieron por primera vez en 1999, cuando Michael Sweet y SinDizzy fueron invitados a tocar en un festival de rock veraniego en Puerto Rico. Como una participación adicional, Michael Sweet invitó a sus antiguos compañeros Oz Fox y Tim Gaines al escenario y tocaron algunas canciones de Stryper.
Más tarde en 2000, se realiza la primera "Stryper Expo" que tuvo lugar en Nueva Jersey, y fue la primera vez en ocho años que estuvieron juntos el equipo completo de Stryper en un escenario
. Una segunda "Stryper Expo" se llevó a cabo en Los Ángeles en el 2001.[5]
Como parte de su regreso paulatino a los escenarios, la banda actuó por primera vez en Centroamérica, con un único concierto ofrecido en Costa Rica en diciembre de 2000. El concierto para sus seguidores fue histórico, pues se trató de la primera presentación del cuarteto original tras casi nueve años de separación.
Posteriormente, se efectuó un segundo "Stryper Expo" en Los Ángeles en 2001.
Hollywood Records sugirió a los miembros del grupo que grabaran las pistas para un nuevo álbum recopilatorio de éxitos en 2003, el cual vio la luz con el nombre de 7: The Best of Stryper que también tenía dos nuevas canciones, "Something" y "For You". Un tour lo siguió como promoción, con 36 shows en Estados Unidos y finalizó en San Juan, Puerto Rico. Un álbum en vivo, titulado 7 Weeks: Live in America, 2003, fue lanzado al siguiente año, y el concierto en Puerto Rico fue filmado en formado de DVD, producido y dirigido por Jack Edward Sawyers. No obstante, el show en esa ciudad fue el último con la alineación original de Stryper por algunos años. Gaines se marchó una vez más en 2004 antes de que actuaran en el Night of Joy de Disney, en Orlando. El bajista de gira durante la carrera de Michael en solitario, Tracy Ferrie, lo reemplazó por algunos años.
Después del show de "Night of Joy" y con nuevas energías, Stryper decidió retornar al estudio con la grabación de un nuevo CD, Reborn y una gira subsiguiente en el otoño de 2004.
Reborn fue lanzado el 16 de agosto de 2005, y fue la primera grabación con material original y nuevo tras largos 15 años. El nuevo álbum recibió una respuesta positiva de fanes y críticos, y algunos de ellos lo calificaron como uno de los mejores de ese año. Con un sonido decididamente más moderno incorporó aspectos del rock alternativo y grunge, con pocos solos de guitarra, lo que le dio a la banda el estilo e identidad que trataron de buscar. Algunos temas se hacen familiares al sonido de las grabaciones en solitario de Michael. En efecto, él originalmente concibió a Reborn como un proyecto para relanzar su carrera en solitario. Las letras marcan un retorno a la lírica clásica del grupo que habla de Dios y la salvación.
En general, el sonido de este disco es más contemporáneo comparado con sus anteriores trabajos y más pesado, con algunas influencias de nu metal. También se ha citado como más maduro que su material previo, “menos glam y más sentimiento” de acuerdo a algunas publicaciones. Este fue el primero y el único trabajo con el nuevo bajista Tracy Ferrie.
Reborn también fue único por la curiosa variedad del arte de su cubierta, que variaba de acuerdo al formato y región donde se distribuyó. Esta alternancia con respesto a la original de Estados Unidos fue creada por algunos puntos de distribución (como tiendas cristianas) donde se consideró que su cubierta original había sido percibida como muy perturbadora y ofensiva.
En 2006. Stryper lanzó el DVD Greatest Hits: Live in Puerto Rico con Music Video Distributors.

## Nuevo álbum y regreso a la carretera (2006-2009)
En noviembre de 2006, anunciaron una nueva dirección administrativa. También anunciaron que el siguiente material a Reborn estaría listo entre la primera/verano de 2007. Sin embargo, en febrero se indicó que Michael Sweet retrasaría la producción de un nuevo álbum por dos años antes de que comenzaran la grabación por motivos personales. La esposa del cantante Kyle fue diagnosticada con una estadificación avanzada de un cáncer de ovarios, y decidió permanecer con ella y apoyarla en su enfermedad. Kyle se sometió a una cirugía y tratamientos el 14 de febrero al 14 de julio de ese año. A pesar de resultados inicialmente satisfactorios, en abril de 2008, anunció que su cáncer había regresado.
A pesar de estos problemas familiares, la mezcla para el nuevo álbum de Stryper empezó en enero de 2008, y Sweet dijo que debería estar listo entre julio o agosto.
Durante este periodo, Michael Sweet fue consultado para participar como un miembro de gira del grupo Boston en 2007 como vocalista y guitarrista, a lo que accedió. Estuvo con ellos durante el tour en 2008, junto con Styx como el acto de apertura.
El 5 de marzo de 2009, la esposa de Michael Sweet finalmente murió de cáncer. Murder by Pride fue lanzado el 21 de julio de 2009, con el sencillo principal "Peace of Mind" (una versión de Boston), precediéndolo. El álbum alcanzó un relativamente aceptable #73 en el Billboard 200, el #32 en los Rock Albums y el #2 entre los álbumes cristianos.
Estilísticamente, Michael Sweet ha comentado, que "después de años de hablar con los fanes y escuchar los comentarios como 'más guitarras´, `más solos´y `más gritos he decidido mantener estas sugerencias en mente y así escribí cada canción. Fue importante para mí para tratar de volver al sonido de principios de Stryper pero al mismo tiempo, permanecer relevante en la actualidad. Es cierto que no es una cosa fácil de hacer, pero cuando escucho `Murder by Pride´, creo que se logró”.

En adición a que todavía tocaba con Stryper, Oz Fox también fue parte de la banda de metal cristiano Bloodgood, quien también fue uno de los favoritos a inicios de los 80´s en la escena de su género.
Desde finales de 2008, Tim Gaines tocó el bajo en un concierto con Tourniquet. Este grupo agregó el tema "To Hell With The Devil" en su repertorio gracias a la sugerencia de Tim. Recientemente, Oz Fox también se unió a Tourniquet en el escenario en una presentación en Alemania para interpretar la misma canción.
En septiembre de 2009, Stryper anunció que saldrían de gira con la banda del hijo de Michael Sweet Flight Patterns y el grupo canadiense Manic Drive.

## The Covering(2010-2012)
El 13 de julio de 2010, anunciaron que el noveno disco de Stryper se llamó The Covering. Aunque tentativamente se lanzaría el 13 de octubre, su fecha final de salida fue el 15 de febrero de 2011 bajo la etiqueta Big3 Records/Sony.
Contrario a lo que había publicado anteriormente la agrupación, este álbum no tuvo material completamente original e inusualmente tampoco es de corte cristiano. Es una colección de doce versiones de canciones de bandas que inspiraron a Stryper y la ayudaron a definir su identidad musical, incluyendo a Judas Priest, Iron Maiden, Led Zeppelin, Kansas y muchos otros. The Covering también incluyó "God", una grabación inédia y original.
Sobre el concepto de este trabajo musical, el productor y líder de la banda Michael Sweet dio sus razones: "A pesar de que este ha sido un disco para causar controversia y unos pocos se harán la pregunta sobre nuestros motivos y razones para hacer covers de las canciones que grabamos, nuestra fe y las creencias nunca se han confirmado más y nuestro mensaje es el mismo que siempre ha sido. Vamos a ir a la tumba con una postura valiente ante Cristo y nunca lo vamos a negar. Al mismo tiempo, queríamos mostrar un lado diferente de la banda...".
El 14 de septiembre de 2010, se lanzó el primer sencillo del álbum, una versión de Black Sabbath, el éxito "Heaven and Hell" (1980), disponible para descargar por iTunes.
Para el 14 de diciembre de 2010, el segundo sencillo lanzado es una versión de Kansas, "Carry On Wayward Son" (1976), de igual forma disponible en el mismo sitio.

## Second ComingyNo More Hell to Pay(2013 al presente)
Luego de lanzar The Covering y su posterior gira, Stryper entró a los estudios para grabar un nuevo disco con la etiqueta italiana Frontiers Records, el cual se llamó Second Coming (en referencia a la segunda venida del Señor) y que salió a la venta el 22 de marzo de 2013 en Europa y el 16 de marzo en América.
El disco contiene 16 canciones, de las cuales 14 son clásicos extraídos de The Yellow and Black Attack, Soldiers Under Command y To Hell with the Devil y solo 2 son canciones nuevas, tituladas "Bleeding From Inside Out" y "Blackened". También hay una versión alterrntica de "Together As One" como bonus track para Japón.
En forma simultánea, Stryper también trabajó en un álbum compuesto por completo con material inédito. En mayo de 2013, se reveló que el nombre de su siguiente álbum se llama No More Hell to Pay, lanzado el 5 de noviembre del mismo año a través de Frontiers Records, junto con un vídeo de la canción del mismo nombre.
Michael Sweet, por su lado, terminó su autobiografía "HONESTLY" y la lanzará junto con su nuevo disco este año.
Durante el año 2015 lanzan el álbum Fallen, el cual sería el último álbum con la formación original, ya que a finales del 2017 se oficializa que Tim Gaines deja la banda, siendo reemplazado por el reconocido bajista estadounidense Perry Richardson.
El año 2018 lanzan el álbum "God Damn Evil" el cual ha recibido muy buenas críticas debido a su sonido bastante "heavy" acercándose incluso en algunos temas al Thrash metal.

## Música e imagen
Durante los 80 Stryper representó el popular estilo glam metal con el que caracterizaron ampliamente sus interpretaciones visuales, solos de dos guitarras consecutivas, con una gran presencia de Michael Sweet y sus fuertes y agudos gritos y el cabello largo de los cuatro miembros.
Una marca registrada (y única) es la ubicación del baterista Robert Sweet con su enorme conjunto de instrumentos en posición de lado durante los conciertos, con la finalidad de los espectadores lo puedan apreciar mejor. Este hecho ha propiciado que a Robert se le llame a menudo como un “cronometrador visual” más que un baterista, en alusión a que sus compañeros lo pueden observar previamente para coordinar la interpretación.
Un elemento característico fue que todos sus instrumentos, logos y trajes fueron pintados con unas rayas amarillas y negras. El número de rayas en los escenarios y trajes variaban y se incrementaban durante el show. Es notable que durante la gira In God We Trust, Robert Sweet también cambiaba hasta su batería pintada en amarillo y negro. La banda explicó cierto simbolismo con respecto a las rayas, una directa referencia al latigazo cervical dado por Poncio Pilato a Jesús, derivado de la versión de la Biblia del Rey Jacobo, tomado de su versículo Isaías 53:5.
Aparte de sus ubicuas rayas amarillas y negras, Stryper tuvo otras marcas registradas. Durante sus conciertos, lanzaba Biblias al auditorio – específicamente ediciones del Nuevo Testamento con el logo de la banda impreso en ellos. Como una protesta contra el popular símbolo del “666” del que se hacían uso muchos fanes del heavy metal, Robert propuso una alternativa numerológica. En consecuencia, el grupo empezó a utilizar el símbolo “777” que es actualmente referenciado por la Biblia (en oposición al 666, famosamente mencionado en Libro de las Revelaciones como el Número de la Bestia). El número 7 es tradicionalmente (en el simbolismo bíblico) asociado con la perfección divina. Algunos de los actos de Stryper incluyeron cruces tachadas como símbolo del “diablo” y “666”
Los Angeles Times reportó en 1985 que “la banda obtuvo ovaciones entusiastas de fans de Twisted Sister gritando y levantando sólo uno de sus dedos al cielo, - una refutación del dedo doble de los `cuernos del diablo´, saludo de los muchos grupos de metal”. en fotografías es usual ver al vocalista de la banda utilizar su dedo índice señalando al cielo en lugar de usar la típica señal de los cuernos en los dedos , recientemente se puede observar en un fotografía a Michael Sweet junto a King Diamond un contraste en estas expresiones.

## Legado
Stryper es reconocida como la primera banda de heavy metal abiertamente cristiana en ganar reconocimiento en el mundo de la música mainstream.
Sin embargo, no ha estado libre de controversia. Muchos críticos cristianos no aprobaron la asociación del grupo con la subcultura heavy metal, la cual a menudo es asociada con la imaginería satánica.
Otros detractores cristianos vieron sus llamativas vestimentas como incongruente con la modestia en el vestir asociadas con los sinceros practicantes de la devota cristiandad.
El tele evangelista Jimmy Swaggart fue un prominente crítico de Stryper, al aludir su práctica de arrojar biblias con el Nuevo Testamento al público, una práctica similar a “arrojar perlas a los cerdos”. En 1990, la revista Rolling Stone comentó que la banda empezó a desilusionarse con la música cristiana, y de ahí el rumbo algo errático en su dirección musical que siguió en lo sucesivo. Esto, combinado con un notable cambio en las letras de sus canciones en Against the Law, hizo que este material fuera prohibido en muchos establecimientos cristianos. Mientras tanto, The Benson Company, un mercado de artículos cristianos, retiró este disco de la distribución. La condena de Swaggart podría haber sido una sorpresa, no obstante, Stryper fue patrocinado por el ministerio de su rival Jim Bakker, quien estuvo agradecido con algunos álbumes de la banda.
Stryper ha vendido más de 10 millones de copias alrededor del mundo, y se estima que dos tercios de sus discos fueron comprados por no cristianos.
Ian Christe, autor del libro de historia Sound of the Beast: The Complete Headbanging History of Heavy Metal, menciona que el álbum To Hell with the Devil en su libro como uno de los puntos de referencia del movimiento glam metal.
La canción To Hell with the Devil aparece en el lanzamiento de Rhino Records The Heavy Metal Box, una compilación de los mayores clásicos de metal secular con bandas como Iron Maiden, Judas Priest, y Metallica, así como otras menos influyentes como Twisted Sister y Poison.

## Discografía

### Álbumes de estudio
- The Yellow And Black Attack (21 de julio de 1984)
- Soldiers Under Command (16 de mayo de 1985)
- To Hell with the Devil (24 de octubre de 1986)
- In God We Trust (28 de junio de 1988)
- Against the Law (21 de agosto de 1990)
- Reborn  (16 de agosto de 2005)
- Murder by Pride (21 de julio de 2009)
- The Covering (15 de febrero de 2011)
- Second Coming (25 de marzo de 2013)
- No More Hell to Pay (5 de noviembre de 2013)
- Fallen (16 de noviembre de 2015)

- God Damn Evil (20 de abril de 2018)
- Even the Devil Believes (4 de septiembre de 2020)
- The Final Battle (21 de octubre de 2022)
- When We Were Kings (13 de septiembre de 2024)

### Recopilaciones
- Can't Stop the Rock (1991)
- 7: The Best Of Stryper (2003)
- The Roxx Regime Demos (10 de julio de 2007)

### Conciertos
- 7 Weeks: Live In America 2003 (2004)
- Extended Versions (31 de octubre de 2006)

### Sencillos
- Reason for the Season (marzo de 1985)
- Together As One (Lanzado por Enigma Records - 1985)

1. Together As One
2. Soldiers Under Command

- Reach Out (Lanzado por Enigma - 1985)

1. Reach Out
2. Together As One (Previamente una versión inédita)

- Free/Calling On You (Lanzado por Enigma - 1986)

1. Free
2. Calling on You
3. The Rock that Makes Me Roll

- Honestly (1987)
- Always There for You (Lanzado por Enigma - 1988)

1. Always There for You
2. In God We Trust
3. Soldiers Under Command (Concierto en Japón)

- I Believe In You (Lanzado por Enigma - 1988)

1. I Believe In You
2. Together Forever (Concierto en Japón)

- Keep The Fire Burning (Lanzado por Enigma- 1988)

1. The World of You and I
2. You Know What to Do (Concierto en Japón)

- Shining Star (Lanzado por Enigma - 1990)

1. Shining Star
2. Rock the Hell out of You

- Two Times a Woman (1990)
- Lady (1990)
- Reborn (2005)
- Piece of Mind (2008)
- Heaven and Hell (2010)
- Carry On Wayward Son (2010)
- Bleeding From Inside Out (2013)
- No More Hell to Pay (2013)
- Sympathy (2013)
- Pride (2015)
- All Over Again (2015)

## Videos
| Fecha de lanzamiento   | Título                             | Etiqueta                                             | Certificación |
| 8 de febrero de 1986   | Live in Japan                      | Enigma Records                                       | Oro, Platino  |
| 1 de noviembre de 1988 | In the Beginning                   | Enigma Records                                       | Oro           |
| 2000                   | Stryper Expo 2000                  | Planet Rapture Productions                           |               |
| 2001                   | Stryper Expo 2001                  | Planet Rapture Productions                           |               |
| Abril, 2006            | Greatest Hits: Live in Puerto Rico | Fifty Three Five Records Creative Worx Entertainment |               |

2012
stryper Uncovered
camera fans DVD

## Integrantes
- Michael Harrison Sweet - voz, guitarra y teclados (1982-1992, 1999-actualidad)
- Robert Lee Sweet - batería (1982-actualidad)
- Richard Alfonso Martínez (Oz Fox) - guitarra (1983-actualidad), coros (1982-1992, 1999-actualidad), voz (1992-1993)
- Perry Richardson - bajo y coros (2017-presente)

### Exmiembros
- Timothy James Hagelganz (Tim Gaines) - bajo, teclados y coros (1983-1986, 1986-2004, 2010-2017)
- Eric Johnson - bajo y coros (1982.1983)
- Scott Lane - guitarra y coros (1982-1983)
- John Voorhees - bajo y coros (1983)
- Matt Hurich - bajo y coros (1986)
- Tracie Ferrie - bajo y coros (2004-2010)

### Músicos de sesión y de conciertos
- John Van Tongeren - Bajo, teclados, piano (Soldiers Under Command, To Hell with the Devil, In God We Trust)
- Christopher Currell - Synclavier, guitarra (Soldiers Under Command)
- Billy Meyers - Teclados (In God We Trust)
- Steve Croes - Synclavier (In God We Trust)
- Brad Cobb - Bajo (To Hell with the Devil; In God We Trust)
- John Purcell - Teclados (Against the Law)
- Jeff Scott Soto - Coros (Against the Law)
- Randy Jackson - Bajo (Against the Law)
- Brent Jeffers - Teclados (Against the Law), (1986-1990 Conciertos)
- Tom Werman - Percusión (Against the Law)
- Kenny Aronoff - Batería (Murder by Pride)
- Charles Foley - Teclados (Conciertos)
- Kenny Metcalf - Teclados (1985;1986 Conciertos)